# امارات.
امارات. e арабски интернет домейн от първо ниво за Обединените арабски емирства. Планиран е да бъде пуснат през април 2010 година, но след кратко забавяне заедно с домейните مصر. и ‎السعودية. окончателно е въведен в употреба на 5 май 2010 година .